# Marienschule Krefeld
Die Marienschule ist ein Gymnasium mit Ursulinentradition in privater Trägerschaft. Die Schule wurde 1885 im Krefelder Zentrum gegründet und befindet sich in der Trägerschaft der Schulstiftung Marienschule Krefeld. Sie führt als Ersatzschule gemäß Schulgesetz des Landes NRW zu allen an staatlichen Gymnasien erreichbaren Abschlüssen.

## Hintergrund
Angela Merici gründete im Jahre 1535 in Brescia die „Gesellschaft der Heiligen Ursula“, die neun Jahre später von Papst Paul III. anerkannt wurde. Ziel dieser Gemeinschaft war und ist es, Mädchen, Frauen und letztlich den Menschen an sich zu einem eigenverantwortlichen Handeln im christlichen Geist zu ermutigen. Dabei seien „die Taten und die Worte […] von Liebe geprägt und in allem von Geduld geleitet.“ Im Laufe der Zeit entwickelte sich aus dieser Gemeinschaft, die sich 1639 auch in Köln niederließ, ein Bildungs- und Schulorden, der sich über Italien, Frankreich und Deutschland in der ganzen Welt verbreitete. Die Ursulinenkongregation vom Calvarienberg in Bad-Neuenahr-Ahrweiler gründete schließlich im 19. Jahrhundert Schulen u. a. in Ahrweiler, Trier, Aachen und Krefeld.

## Schulgeschichte
Die Marienschule in Krefeld wurde am 20. April 1885 als höhere katholische Mädchenschule eröffnet. Damit wurde der Plan der Stadtgeistlichkeit Krefelds von 1884 umgesetzt, da im Kulturkampf, welcher in Krefeld zum Teil erbittert geführt worden war, die katholische höhere Töchterschule 1874 schließen musste. Die neue Mädchenschule übernahmen am 21./22. April 1896 die Schwestern der Ursulinen vom Calvarienberg. Die staatliche Anerkennung als Lyzeum erhielt die Schule im Jahre 1909. Im Jahre 1930 folgte dann die Genehmigung der Schule als Oberlyzeum und die erste Abiturprüfung wurde im Jahre 1933 von 22 Schülerinnen der Schule abgelegt. Drei Jahre später erfolgte jedoch die erzwungene Auflösung des Oberlyzeums durch die Nationalsozialisten, „da es dem Geist des Nationalsozialismus nicht entspreche, wenn die Eltern ihre Kinder einer privaten Schule zuführen.“
Am 31. März 1938 schlossen sich die Türen der Marienschule Krefeld, nachdem der Befehl der Nationalsozialisten zur Schließung an die Schwestern ergangen war. Trotz des seit 1933 steigenden Drucks durch das NS-Regime hatte die Schule zu diesem Zeitpunkt noch 300 Schülerinnen. Viele Schwestern blieben trotz alledem in Krefeld und halfen der Bevölkerung, wo sie nur konnten. Im Juni 1943 wurde dann das Schulgebäude durch Fliegerbomben größtenteils zerstört. Kurz nach Kriegsende 1945 bat der damalige Oberbürgermeister Dr. Johannes Stepkes die Schwestern vom Calvarienberg darum, die Schule wieder zu eröffnen. Bereits am 15. Oktober 1945 begann der Unterricht an der Marienschule mit anfänglich 288, schließlich 330 Schülerinnen aus Krefeld und den umliegenden Gemeinden. In mehreren Bauabschnitten wurde das Schulgebäude wieder errichtet, ausgebaut und erweitert. Die Baumaßnahmen umfassten u. a. die Turnhalle mit Aula und den Neubau zur St. Anton Straße hin.
Der immer stärker werdende Schülerrückgang führte im Jahre 1989 zur Einrichtung von koedukativen Klassen an der Marienschule. Seitdem wird auf Elternwunsch weiterhin in jedem Jahrgang eine reine Mädchenklasse eingeführt.
Die Einführung der Schulzeitverkürzung auf 8 Jahre (G8) im Jahre 2005 führte an der Marienschule zu vielfältigen Umbaumaßnahmen. Die bisher als Klassen- und Kursräume genutzten Pavillons wurden schrittweise zurückgebaut und dort eine Cafeteria sowie Mensa eröffnet.
Die Ursulinenkongregation hat eine Stiftung gegründet, die seit dem 1. Januar 2018 Schulträger der Marienschule Krefeld ist. Die Schwestern prägen durch ihre Mitarbeit im Kuratorium der Stiftung die Weiterentwicklung der Schule entscheidend mit.
Mit Beginn des Schuljahres 2018/2019 kehrte die Marienschule wieder zum neunjährigen Abitur (G9) zurück.

## Schulprogramm
Erfolgreich lernen in christlicher Orientierung – Das Schulprogramm der Marienschule Krefeld basiert auf den christlichen Normen und Werten des Ursulinenordens. Ziel ist es, mündige Menschen heranzuziehen, die in christlicher Sinnorientierung verantwortungsbewusst handeln. Die Erziehung findet auf Grundlage des christlichen Menschenbildes statt und hat sich zum Ziel gesetzt, die Schüler bei der Gestaltung ihrer eigenen Zukunft zu unterstützen.
Nach dem Grundgedanken von Angela Merici „In Gott hat der Mensch alle Güter“ wird besonders hoher Wert auf die religiöse Erziehung der Kinder gelegt. Begegnungen mit Gott sollen ermöglicht und der christliche Glaube näher gebracht werden, sodass die Schüler in der Lage sind ihren eigenen religiösen Weg zu finden.
Diese Ziele werden u. a. durch die Pausenmeditation in der Karwoche und im Advent, außerdem durch die Einkehrtage in den fünften Klassen bzw. die Exerzitien in den Klassen 8 und der Q1 (früher „Stufe 12“) weiter vertieft. Des Weiteren wird sehr großer Wert auf soziales Engagement gelegt.
Das Schulprogramm ist auf verschiedenen Leitsätzen aufgebaut, die von Lehrern, Eltern und Schülern gemeinsam getragen werden.
Nach dem ersten Leitsatz, die Qualifizierung durch gymnasialen Unterricht für Studium und Leben, ist es ein wesentliches Ziel, die Freude am Lernen durch einen schülerorientierten und aktive Lernprozesse anregenden Unterricht zu fördern.
Des Weiteren wird besonderer Wert auf die Erziehung zur Verantwortung und Förderung der Entwicklung der Persönlichkeit gelegt, sowie auf die Orientierung am christlichen Glauben und seine Umsetzung im Alltag. Die Identifikation mit der Schule als Lern- und Lebensraum, sei ebenso wichtig wie ein gemeinsam gestaltetes, vielfältiges und begeisterndes Schulleben. Im Hinblick auf den Umgang zwischen Lehrpersonen, Schüler und Eltern steht der Gemeinsamkeitsgedanke im Vordergrund, sodass nicht nur die Erarbeitung gemeinsamer Ziele, sondern auch eine freundliche, persönliche und vor allem respektvolle Arbeitsatmosphäre einen besonderen Stellenwert erhalten.
Die regional und international erfolgreiche Kooperation mit Partnern aus Gesellschaft, Kultur und Wirtschaft bereichert den Unterricht, wodurch die Repräsentation eines anerkannten Profils in der Öffentlichkeit ermöglicht wird.

## Gütesiegel für individuelle Förderung
Im Jahr 2008 hat die Marienschule Krefeld in einer Feierstunde im Ständehaus in Düsseldorf zusammen mit weiteren Schulen von Ministerin Barbara Sommer das „Gütesiegel Individuelle Förderung“ für drei Jahre (2008–2011) verliehen bekommen.
In der Begründung hieß es:

„Die Schule zeigt ein hohes Maß an Engagement für ihre Schülerinnen und Schüler. Im Bereich der Begabtenförderung hat die Schule in ihrem pädagogischen Handeln ein hohes Niveau erreicht. Durch gezielte Beobachtung und diagnostische Gespräche in Form von Konferenzen und Teamgesprächen erfasst sie den jeweiligen Förderbedarf, der über den regulären Unterricht hinausgeht, und schafft entsprechende Förderangebote, deren Erfolg allerdings auch und insbesondere von der Eigenmotivation und der Selbstverantwortung des einzelnen Kindes abhängt.“

Eine Verlängerung des Gütesiegels durch eine erneute Prüfung erfolgte nicht mehr.
Das „Gütesiegel Individuelle Förderung“ wurde letztmals 2011 von dem Land NRW vergeben und sollte alle drei Jahre erneuert werden.

## Schulleben

### Fächerangebot
Die Schüler erlernen ab der Klasse 5 Englisch als erste Fremdsprache. In der Klasse 6 muss Französisch oder Latein hinzugewählt werden, in der 8. Klasse kann man dann die jeweils andere Sprache ebenfalls hinzuwählen. Dabei besteht für besonders begabte Schüler in der 6. Klasse auch die Möglichkeit, beide Fremdsprachen nach dem sogenannten Drehtürmodell gleichzeitig zu erlernen. In der Einführungsphase (Jgst. 10) gibt es eine erneute Wahlmöglichkeit von Französisch oder Latein, während zusätzlich Spanisch als dritte Fremdsprache angeboten wird. Des Weiteren wird in einem landesweit besonderen Projekt Vietnamesisch für Muttersprachler und interessierte Schüler an der Marienschule angeboten und erteilt. Über die Marienschule besteht zudem die Möglichkeit zur Teilnahme an einer Chinesisch-AG. In der Oberstufe werden zur Intensivierung der Fremdsprachenkenntnisse in Französisch und Spanisch Konversationskurse angeboten.
Die Besonderheit der Schule für die Gymnasiale Oberstufe liegt in einem breiten Fächerangebot für Grund- und Leistungskurse. Schülerinnen und Schüler können so ihren Neigungen und Stärken nachgehen, ob im fremdsprachlichen oder im naturwissenschaftlichen Bereich. Eine intensive Beratung bei der Laufbahnplanung ist dabei selbstverständlich. Leistungskurse werden regelmäßig in den Fächern Deutsch, Englisch, Geschichte, Erdkunde, Pädagogik, Mathematik, Physik und Biologie angeboten. Bei ausreichendem Schülerinteresse wird das Angebot entsprechend erweitert, sodass auch das Einrichten weiterer Leistungskurse möglich ist.
In Unter-, Mittel- und Oberstufe wird das Fächerangebot nach Bedarf durch Ergänzungs- und Förderstunden erweitert. Dadurch soll auf der einen Seite der Schulerfolg gesichert werden, gleichzeitig aber auch Wissen vertieft und persönliche Interessen gestärkt werden. Hierzu können die Schülerinnen und Schüler auch aus einem breiten Angebot an Arbeitsgemeinschaften wählen.

### SAM – Soziale Aktion Marienschule
SAM (Soziale Aktion Marienschule) hat 1978 mit dem ersten Kontakt zu einer Behindertenschule in Recklinghausen begonnen. Seitdem hat sich das Programm weiterentwickelt und es gibt heute einige Projekte.
SAM-A beschäftigt sich mit der Arbeit mit älteren Menschen. So findet u. a. jährlich ein Martinssingen in zwei Krefelder Altersheimen.
Das Projekt SAM-Indien bietet die Möglichkeit, im Klassenverband eine Patenschaft für ein Kind in Indien zu übernehmen.
Darüber hinaus wird seit 1986 regelmäßig ein Kindergarten in Lima, Peru, unterstützt. Sponsorenläufe und private Spenden sollen den finanziellen Bedarf der Projekte decken.

## Austausch
Die Marienschule bietet Möglichkeiten, an einem Schüleraustausch teilzunehmen. Die Teilnahme richtet sich nach der Jahrgangsstufe und den gewählten Fremdsprachen.

### USA
Der USA-Austausch findet seit 1980 mit der Palatine High School in Palatine, einem Vorort von Chicago, statt. Jährlich reisen 15 deutsche Schüler im Herbst für zwei Wochen in die USA, wo sie bei Gastfamilien leben. Da die Teilnehmerzahl begrenzt ist, muss sich jeder Interessent im Frühjahr für das Programm bewerben. Der Gegenbesuch der amerikanischen Gastgeber erfolgt dann im Juni des folgenden Jahres.

### Frankreich
Einen weiteren Austausch bietet die Marienschule mit dem katholischen Lycée Notre Dame des Dunes in Dünkirchen, der französischen Partnerstadt Krefelds, an. Seit 34 Jahren finden regelmäßig im Frühjahr einwöchige Besuche statt. Nur Schüler, die Französisch erlernen, können daran teilnehmen.

### Polen
Auch mit dem Liceum W Katowicach in Kattowitz, Polen, findet seit 1998 ein Austausch statt. Die Teilnehmerzahl richtet sich nach dem Interesse der Schüler.

## Finanzierung
Obwohl die Marienschule in privater Trägerschaft steht, wird aktuell (Stand 31. Januar 2015) kein Schulgeld erhoben. Jedoch gibt es, wie an allen Schulen üblich, einen Verein der Freunde und Förderer der Marienschule Krefeld e. V. und darüber hinaus seit Juli 1999 den Verein zur Erhaltung der Schulen in der Trägerschaft der Ursulinenkongregation Calvarienberg-Ahrweiler e. V., der durch Spenden und Mitgliedsbeiträge die Schule unterstützt. Seit dem 9. Juli 2009 gibt es die Schulstiftung der Ursulinenkongregation Calvarienberg-Ahrweiler e. V. für die Gymnasien St. Ursula in Aachen und die Marienschule in Krefeld. Die Stiftung fördert die Bildung und Erziehung junger Menschen zur christlichen Lebensgestaltung und Weltverantwortung auf der Grundlage des katholischen Glaubens. Die Finanzierung der Marienschule ist durch das Ersatzschulenfinanzgesetz geregelt, in dem die Verteilung der Kosten auf den Träger der Schule und das Land Nordrhein-Westfalen (ca. 94 % von ca. 4,5 Mio.) festgelegt wird.
Der Betriebskostenzuschuss der Stadt Krefeld wurde von ca. 78.000 Euro im Jahre 2009 auf 38.620 Euro im Jahre 2013, 23.354 Euro im Jahre 2014 und geplante 7.880 Euro im Jahr 2015 reduziert. Ab 2016 soll er ganz entfallen.[veraltet]